# Yuliana Bedolla
Yuliana Bedolla Guzmán es una bióloga marina y científica mexicana.
En 2023 fue galardonada con el Premio Whitley por la conservación de aves en el Pacífico.

## Biografía
Guzmán estudió para bióloga marina y egreso con honores de la Universidad Autónoma de Baja California Sur (UABCS). Tiene una maestría en Oceanografía Costera por la Universidad Autónoma de Baja California (UABC). Es candidata a Doctor por la Universidad Justus Liebig de Giessen en Alemania, bajo la dirección de la Dr. Petra Quillfeldt.
Ha colaborado con varios programas nacionales de conservación de aves marinas y ha estado involucrada directamente en proyectos de restauración ambiental. Es Directora de Proyecto Aves Marinas.
Bedolla recibió el prestigioso Premio Whitley de la Fundación Whitley para la Naturaleza, por su trabajo para proteger aves marinas de especies invasoras en islas del Pacífico mexicano. Los Premios Whitley fueron entregados a otros cinco ganadores y son un reconocimiento a las personas que lideran proyectos de conservación de la naturaleza en el Sur Global.